# 托鎮 (馬里)
托鎮（法語：Tao），是馬里的城鎮，位於該國東南部，由錫卡索區的庫蒂亞拉省負責管轄，面積67平方公里，海拔高度301米，2009年人口7,047，人口密度每平方公里110人。